# فرمول
فُرمول (به فرانسوی: Formule) یا دیسول به زنجیره‌ای دربردارنده حرف‌ها، شماره‌ها، واژگان، علامت‌های اختصاری و غیره گویند که شخصیت یا موجودیتی را در دانش‌ها، برای نمونه در ریاضی، شیمی، فیزیک و غیره تعریف و/یا توجیه کند. نمونه: H۲O نمودار شخصیت آب، H۲SO۴ نمودار شخصیت اسید سولفوریک، E = m.c² فرمول انرژی آینشتاین (تئوری نسبیت) و قطر (ترامون) دایره در ۳٫۱۴ ({\displaystyle \pi .d\,}) دستور و روش بدست آوردن پیرامون دایره است.
فرمول یا فورمول: دستور، اسلوب، قاعده، سرمشق، نمونه و رمز را گویند. (فرهنگ دهخدا)